# Station Grand Bourg
Station Grand Bourg is een spoorwegstation aan de spoorlijn Villeneuve-Saint-Georges - Montargis. Het ligt in de Franse gemeente Ris-Orangis in het departement Essonne (Île-de-France).

## Geschiedenis
Het station is op 17 september 1840 geopend, bij de opening van de sectie Villeneuve-Saint-Georges - Corbeil van de spoorlijn Villeneuve-Saint-Georges - Montargis.

## Ligging
Het station ligt op kilometerpunt 27,591 van de spoorlijn Villeneuve-Saint-Georges - Montargis.

## Diensten
Het station wordt aangedaan door treinen van de RER D tussen Villiers-le-Bel - Gonesse/Goussainville en Corbeil-Essonnes.

## Vorig en volgend station
| Richting                                      | Vorig station | Lijn  | Volgend station   | Richting            |
| --------------------------------------------- | ------------- | ----- | ----------------- | ------------------- |
| Villiers-le-Bel - Gonesse D5/Goussainville D7 | Ris-Orangis   | RER D | Évry-Val-de-Seine | Corbeil-Essonnes D6 |